# 1052
| Calendário gregoriano                                                        | 1052 MLII                                             |
| Ab urbe condita                                                              | 1805                                                  |
| Calendário arménio                                                           | 501 – 502                                             |
| Calendário bahá'í                                                            | -792 – -791                                           |
| Calendário budista                                                           | 1596                                                  |
| Calendário chinês                                                            | 3748 – 3749 Início a 2 de fevereiro (aproximadamente) |
| Calendário copta                                                             | 768 – 769                                             |
| Calendário etíope                                                            | 1044 – 1045                                           |
| Calendários hindus - Vikram Samvat - Calendário nacional indiano - Cáli Iuga | 1107 – 1108 973 – 974 4152 – 4153                     |
| Calendário Holoceno                                                          | 11052                                                 |
| Calendário islâmico                                                          | 443 – 444                                             |
| Calendário judaico                                                           | 4812 – 4813                                           |
| Calendário persa                                                             | 430 – 431                                             |
| Calendário rúnico                                                            | 1302                                                  |
| Calendário solar tailandês                                                   | 1595                                                  |

1052 (MLII, na numeração romana) foi um ano bissexto do século XI do Calendário Juliano, da Era de Cristo, e as suas letras dominicais foram E e D (53 semanas), teve início a uma quarta-feira e terminou a uma quinta-feira.
No território que viria a ser o reino de Portugal estava em vigor a Era de César que já contava 1090 anos.
| Ano completo                           |
| -------------------------------------- |
| Ano bissexto com início à quarta-feira |

## Nascimentos
- 23 de Maio - Rei Filipe I de França (m. 1108).
- Edgar Atheling, rei de Inglaterra em 1066 (data provável).
- Vladimir II Monômaco, grão-príncipe de Quieve, m. 1125.

## Mortes
- 6 de Maio - Bonifácio de Canossa, duque de Espoleto n. 985.
- Ema da Normandia, rainha consorte de Inglaterra.